# Mana (Guayana Francesa)
Mana es una comuna ubicada al noroeste de la Guayana Francesa. Su extensión es de 6.333 km² y una población de 9.081 habitantes (en 2011). En 1989, un 3% de su territorio ubicado al noroeste fue segregado para convertirse en la comuna de Awala-Yalimapo.
Su capital, Mana, se ubica en la ribera del río Mana, del cual toma su nombre, y fue fundada en 1828 por la beata Anne-Marie Javouhey junto con una congregación de religiosas.
La comuna es el principal productor de arroz de la Guayana Francesa y lo exporta a Surinam y a Europa.
Existe una comunidad significativa hmong que emigró de Laos en la década de 1970.